# 21st Century Killing Machine
21st Century Killing Machine (с англ. — «Убийственная машина 21 века») — дебютный студийный альбом шведской дэт-метал-группы One Man Army and the Undead Quartet, выпущенный 6 января 2006 года на лейбле Nuclear Blast.

## Список композиций
Все тексты написаны Йоханом Линдстрэндом, вся музыка написана Йоханом Линдстрэндом, за исключением отмеченных.
| №                   | Название                               | Музыка                              | Длительность |
| ------------------- | -------------------------------------- | ----------------------------------- | ------------ |
| 1.                  | «Killing Machine»                      |                                     | 6:42         |
| 2.                  | «Devil on the Red Carpet»              | Йохан Линдстрэнд, Микаель Лагерблад | 5:04         |
| 3.                  | «Public Enemy No 1»                    | Й. Линдстрэнд, Валле Адзич          | 4:12         |
| 4.                  | «No Apparent Motive»                   | Й. Линдстрэнд, В. Адзич             | 3:54         |
| 5.                  | «Hell Is for Heroes»                   |                                     | 5:00         |
| 6.                  | «When Hatred Comes to Life»            | Й. Линдстрэнд, В. Адзич             | 4:50         |
| 7.                  | «So Grim So True So Real»              | Й. Линдстрэнд, В. Адзич             | 4:22         |
| 8.                  | «Behind the Church»                    | Й. Линдстрэнд, Пекка Кивиахо        | 4:09         |
| 9.                  | «Branded by Iron»                      | Й. Линдстрэнд, В. Адзич             | 6:51         |
| 10.                 | «Bulldozer Frenzy»                     |                                     | 2:49         |
| 11.                 | «The Sweetness of Black» (Бонус-трек)  |                                     | 4:58         |
| 12.                 | «Mary’s Raising the Dead» (Бонус-трек) |                                     | 6:49         |
| Общая длительность: | Общая длительность:                    | Общая длительность:                 | 59:40        |

## Участники записи
One Man Army and the Undead Quartet
- Йохан Линдстрэнд — вокал
- Микаель Лагерблад — соло-гитара
- Пекка Кивиахо — ритм-гитара
- Валле Адзич — бас-гитара, звукорежиссёр
- Марек Доброволски — барабаны

Производственный персонал
- Драган Танаскович — продюсер, мастеринг
- One Man Army and the Undead Quartet — продюсеры